# Wintertochter
Wintertochter ist ein mehrfach preisgekrönter Familienfilm, der am 18. Januar 2011 auf dem Filmfestival Max Ophüls Preis erstmals aufgeführt wurde. Der Film erschien im Verleih von Zorro Film und wurde ab 20. Oktober 2011 im Kino gezeigt, wo er von 28.563 Besuchern gesehen wurde (Stand Oktober 2013). Im Fernsehen war er erstmals am 9. November 2013 zu sehen. Der Film handelt von der zwölfjährigen Kattaka, die an Weihnachten erfährt, dass sie bisher Papa zu einem Mann gesagt hat, der nicht ihr leiblicher Vater ist. Gemeinsam mit ihrem Freund Knäcke und der 75-jährigen Nachbarin Lene reist sie nach Polen, wo ihr wirklicher Vater als Matrose arbeitet. Die Reise entwickelt sich zu einem Roadtrip, der sowohl Kattaka als auch Lene mit ihrer Vergangenheit konfrontiert.
Produziert wurde der Film von der Schlicht und Ergreifend Film GmbH und Pokromski Studio in Ko-Produktion mit den ARD-Landesrundfunkanstalten Rundfunk Berlin-Brandenburg, Mitteldeutscher Rundfunk, Bayerischer Rundfunk, Norddeutscher Rundfunk und Südwestrundfunk.

## Handlung
Die zwölfjährige Kattaka freut sich gemeinsam mit ihrem Vater Daniel und ihrer hochschwangeren Mutter Margarete auf Weihnachten. Zu Beginn des Films holt die Familie gemeinsam mit Kattakas Freund Knäcke und der Nachbarin Lene Graumann einen Weihnachtsbaum. Die 75-jährige Nachbarin wird dabei als eine Frau gezeigt, die wenig redet und viele Zigarillos raucht, oft mit ihrem alten Barkas-Kleinbus fährt und den Baum fällt.
Während der Bescherung erfährt Kattaka durch einen Anruf, dass nicht Daniel ihr leiblicher Vater ist, sondern Alexej, ein russischer Seemann aus Wladiwostok. Dabei muss sie erfahren, dass dies nicht nur ihr von den Eltern verschwiegen wurde, sondern auch ihrem wirklichen Vater. Darüber ist sie so enttäuscht und wütend, dass sie beschließt, ohne mit ihrer Mutter und dem Stiefvater darüber zu reden, ihren Vater zu suchen. Nachdem sie herausgefunden hat, dass ihr Vater auf einem Containerschiff in Stettin arbeitet, will sie ihn möglichst schnell treffen. Die Nachbarin Lene bietet an, mit ihr zu fahren. Kattakas Mutter und ihr Stiefvater willigen in die Reise ein, nachdem sie merken, dass sie sonst ihre Tochter verlieren würden.
Nachdem Lene und Kattaka mehrere Stunden mit dem Barkas Richtung Stettin unterwegs waren, bemerken sie bei einer Polizeikontrolle, dass sich Knäcke im Auto versteckt hatte, um bei der Suche zu helfen. In Stettin kommen sie erst an, als das Schiff bereits nach Danzig unterwegs ist. Sie beschließen, hinterher zu fahren.
Je länger die drei Richtung Osten unterwegs sind, umso mehr fällt den Kindern auf, dass Lene ein Geheimnis hat, welches mit einem Schlüssel zu tun hat, den sie an einer Halskette trägt. Lene hatte durch den Zweiten Weltkrieg ihre Heimat in Masuren und ihre Eltern verloren.
Mit der Hilfe des jungen Polen Waldek und dessen Großvaters schaffen es die drei, in Danzig Alexej zu sehen. Kattaka ist aber zu ängstlich, ihn anzusprechen und läuft davon. Danach überredet Kattaka Lene, nach Masuren zu fahren. Auf dem Bauernhof, den Lene 1945 unter dramatischen Umständen verlassen musste, kann diese ihre Halskette mit dem Schlüssel ablegen und mit der Vergangenheit abschließen.
Gegen Ende des Films entschließt sich Kattaka, doch noch ihren Vater zu sehen. Zurück in Danzig trifft sie ihn, der zuerst nicht glauben will, eine Tochter zu haben, sowie ihre zwischenzeitlich ebenfalls dort eingetroffene Mutter und ihren Stiefvater. Während die zwei Männer sich streiten, bringt Margarete im Sanitätsraum des Schiffes, auf dem Alexej arbeitet, einen Sohn zur Welt.

## Hintergrund
Michaela Hinnenthal arbeitete seit 2002 an dem Manuskript zu dem Film. Ermöglicht wurde ihr das dadurch, dass sie bei einer Ausschreibung ein Stipendium der Akademie für Kindermedien in Erfurt gewonnen hatte. Ihr Dozent an der Akademie war Dieter Bongartz.
Sie sieht in dem Drehbuch auch ein Stück Vergangenheitsbewältigung für sich und ihre Familie. Ihre Mutter wurde 1945 aus Masuren vertrieben.

## Musik
Die Filmmusik wurde von dem Komponisten und Musiker Michael Heilrath sowie Katrin Mickiewicz, die Jazzkomposition, Jazzgesang und Viola studiert hatte, eingespielt. Im Film kommen mit Kammermusikpassagen (hauptsächlich gespielt mit der Viola), polnischen Schlagern, Countrysongs, einem Poprocksong, rein elektronischen Titeln bis hin zu klassischen Weihnachtsliedern wie „Oh, Come, Little Children“ oder „Lo, how a Rose e’er blooming“ vielfältige Musikstile vor.

## Kritiken
„Die Annäherung der unterschiedlichen Charaktere verrät Johannes Schmids feines Gespür für Stimmungen und überzeugt nicht zuletzt durch das hervorragende Zusammenspiel der Darsteller. Nina Monka spielt die Rolle der ebenso trotzköpfigen wie sensiblen Kattaka mit großer Natürlichkeit, Leon Seidel beweist wahre Sidekick-Qualitäten. Und Ursula Werner (in ihrem ersten Kinofilm nach dem großen Erfolg von ‚Wolke 9‘) darf an der Seite der Kinder als schroffe alte Frau glänzen, die ihren tiefen inneren Schmerz vor aller Welt verbergen will.“

„Wintertochter ist spannende Unterhaltung für Erwachsene wie für ihre Kinder, ein bewegendes, auch mitunter witziges Drama, und einfach ein sehr guter Film. Ein Road-Movie aus Deutschland, der die Weiten, die Hollywood im US-Westen findet, zwischen Danzig und Stettin und auf der masurischen Seenplatte entdeckt. Der von Geschichte, vom Leid und Erinnerung erzählt, ohne mit pädagogischen Zeigefinger und vor allem ohne versteckte politische Agenda, oder gar geschichtsrevisionistische Absichten.“

„Eine alte filmische Tugend, über die Erzählweise des Roadmovies der Emotionalität und Entwicklung der Figuren durch Bewegung gerecht zu werden, leistet dieser Film auf eine moderne Art und Weise Folge. Auffallend hierbei sind der humoristische und warmherzige Blick auf die Figuren und der Charme im Detail. Die Szenen sind oft dank wunderbarer Dialoge witzig. Äußerliche, die Spannung anreichernde Hindernisse werden in dem klug entwickelten Drehbuch von Michaela Hinnenthal und Thomas Schmid nur dezent und ausgewogen eingesetzt. Die Inszenierung mit ausnahmslos toll besetzten Darstellern wirkt möglicherweise nicht zuletzt durch den Verzicht auf (deutsches) Starkino so rund.“

„Dem in Deutschland fast in Vergessenheit geratenen Melodram verhilft Schmid zu ganz neuen Tönen. Auch gelingt ihm die schwierige Balance zwischen heiterer Ironie und ernster Gefühlsaufwallung so gut, dass man sich wünschen möchte, irgendjemand würde ihn bald einmal mit einem der großen Stoffe des Genres betrauen, die im Augenblick so niveaulos in den daily-soaps des deutschen Fernsehens versenkt werden.“

„Schmid packt eine Menge Stoff in ›Wintertochter‹: Vater-Tochter-Drama, Road- und Buddy-movie, Vertriebenenschicksal und obendrauf noch eine dezent angedeutete deutsch-polnische Liebesgeschichte. Dabei bleibt notgedrungen einiges schematisch. Dennoch ist Schmid ein runder Jugendfilm gelungen. Schön ist vor allem die Atmosphäre: graublaue Nächte, knarzende Schiffe im riesigen Danziger Industriehafen, lange Fahrten durch weißverwirbelte Alleen und zum krönenden Abschluss ein richtiger Sturm.“

„Leider ist das Drehbuch einer der häufigen Regelfälle, bei dem die Dialoge, besonders die der Kinder, zu gestelzt und geschrieben daherkommen, um wirklich eine enge Beziehung zu den Figuren aufbauen zu können. Aber die Musik von Michael Heilrath und Katrin Mickiewicz schafft eine so schöne, träumerisch-traurige Atmosphäre, dass man dieses Manko getrost vernachlässigen und sich auf Kattakas kleine, leise Geschichte einlassen kann – die zeigt, dass Familiendramen auch ohne das fernsehübliche Geschrei und Sturzbäche von Tränen auskommen können.“

## Auszeichnungen
- Fünf Seen Filmfestival, Starnberg: Young Generation Award (2011)
- Augsburger Kinderfilmfest: Besondere Empfehlung, Zirbelnuss der Elternjury (2011)
- Festival Goldener Spatz: Preis des MDR-Rundfunkrats und der Fachjury für das beste Drehbuch (2011)
- Internationales Kinderfilmfestival Chicago: Bester Spielfilm (Hauptpreis der Erwachsenen-Jury) (2011)
- Kindertiger (Drehbuchpreis) von VISION KINO und KIKA für das beste verfilmte Drehbuch eines Kinderfilms (2012)
- Deutscher Filmpreis: Kategorie Bester Kinder- und Jugendfilm (2012)